# KIT (タンパク質)
KITまたはc-KITは、ヒトではKIT遺伝子にコードされている受容体型チロシンキナーゼである。CD117（cluster of differentiation 117）、SCFR（mast/stem cell growth factor receptor）という名称でも知られる。KIT遺伝子には、異なるアイソフォームをコードする複数の転写バリアントが見つかっている。KITは1987年にドイツの生化学者アクセル・ウルリッヒによって、猫肉腫ウイルス（feline sarcoma virus）のがん遺伝子であるv-kitの細胞性ホモログとして発見された。

## 機能
KITは、造血幹細胞やその他の細胞種の表面に発現しているサイトカイン受容体である。この受容体の変化は、一部のがんと関係している可能性がある。KITはクラスIII受容体型チロシンキナーゼであり、幹細胞因子（SCF、またはsteel factor、c-kit ligandとも呼ばれる）を結合する。この受容体はSCFを結合すると二量体を形成してチロシンキナーゼ活性が活性化され、その結果、細胞内でシグナルを伝播するシグナル伝達分子がリン酸化されて活性化される。活性化された後、受容体はリソソームへの輸送標識となるユビキチン化修飾が施され、最終的には分解される。KITを介したシグナルは、細胞の生存、増殖、分化に関与している。一例として、KITシグナルはメラノサイトの生存に必要であり、造血や配偶子形成にも関与している。

## 構造
他のクラスIII受容体型チロシンキナーゼのメンバーと同様に、KITは細胞外ドメイン、膜貫通ドメイン、膜近接領域、そして細胞内のチロシンキナーゼドメインから構成される。細胞外ドメインは5つのイムノグロブリン（Ig）様ドメインから構成され、キナーゼドメインには約80アミノ酸からなる親水的な挿入配列が存在する。リガンドであるSCFは2番目と3番目のIg様ドメインに結合する。

## 細胞表面マーカー
CD分子は細胞表面に位置するマーカー分子であり、細胞種や分化段階、細胞の活性を特定するために用いられる特定の抗体群によって認識される。KITは、骨髄中の特定種の造血系前駆細胞の同定に用いられる、重要な細胞表面マーカーである。具体的には、造血幹細胞（HSC）、多能性造血前駆細胞（multipotent progenitor、MPP）、骨髄系共通前駆細胞（common myeloid progenitor、CMP）はKITを高レベルで発現している。リンパ系共通前駆細胞（common lymphoid progenitor、CLP）ではKITの表面発現は低レベルである。KITは胸腺中の最初期の胸腺細胞前駆細胞（初期T前駆細胞（ETP/DN1）とDN2細胞）は高レベルのKITを発現している。また、Kitはマウスの前立腺幹細胞のマーカーにもなる。さらに、皮膚中のマスト細胞とメラノサイト、消化管のカハール介在細胞もKITを発現している。ヒトでは、CRTH2（CD293）ヘルパーILC集団におけるKITの発現が3型自然リンパ球（ILC3）の標識に利用されている。
CD117/KITの発現は骨髄由来の幹細胞だけでなく、前立腺、肝臓、心臓などの成熟した器官でもみられ、このことは一部の器官でSCF/KITシグナルが幹細胞性に寄与している可能性を示唆している。さらに、KITはその他の細胞種でも多数の生物学的過程と関係している。一例として、KITシグナルは卵形成、卵胞形成、精子形成を調節することが示されており、両性の妊性に重要な役割を果たしている。

## がんにおける役割
KITの活性化変異は消化管間質腫瘍（GIST）、セミノーマ、マスト細胞症、メラノーマ、急性骨髄性白血病と関係しており、不活性化変異は遺伝疾患であるまだら症と関係している。
KITは腫瘍形成やがんのプログレッションをもたらす多くの機構の調節に重要な役割を果たしている。KITはいくつかのがんでは幹細胞性の調節因子として機能していることが提唱されている。KITの発現は、卵巣がん、結腸がん、非小細胞肺がん、前立腺がんにおいてがん幹細胞性と関連している。KITは、腫瘍のaggressivenessと転移能に重要な役割を果たしている上皮間葉転換（EMT）と関係している。唾液腺の腺様嚢胞がん、胸腺がん、卵巣がん、前立腺がんでは、KITの異所性発現とEMTは関連している。SCF/KITシグナルが腫瘍微小環境の形成に重要な役割を果たしていることを示唆する証拠もいくつか得られている。一例として、マウスではマスト細胞でのKitの高レベル発現や腫瘍微小環境中でのKitの存在は血管新生を促進し、腫瘍の成長と転移の増加をもたらす。

### 抗KIT治療
KITはがん原遺伝子であり、このことは過剰発現や変異によってがんが引き起こされる場合があることを意味している。精巣の胚細胞腫瘍の一種であるセミノーマは、KITのエクソン17に活性化変異が高頻度で生じている。さらにこの腫瘍種ではKITの過剰発現や増幅が高頻度でみられ、一遺伝子単位で増幅が生じているのが最も一般的である。KITの変異は、白血病やメラノーマ、マスト細胞症やGISTへの関与も示唆されている。KIT阻害薬であるイマチニブ（グリベック）の効力は、KITの変異状態によって決定される。
変異がエクソン11に生じている場合（GISTで多くみられる）、腫瘍はイマチニブに反応する。しかしながら、変異がエクソン17に生じている場合（セミノーマや白血病で多くみられる）にはKITはイマチニブによる阻害を受けない。こうしたケースでは、ダサチニブやニロチニブなど他の阻害薬が利用される。また、EAL領域（extended A-loop、805番から850番）に重点を置いたKITの動的挙動の計算機解析により、KIT受容体のスニチニブ耐性機構の理解が得られている。

### 診断における重要性
抗KIT抗体は、組織切片中の特定の腫瘍種の免疫組織化学的鑑別に広く利用されている。主にGISTの診断に利用され、GISTはKIT陽性であるが、デスミンやS100は陰性である。類似した外観を有する平滑筋や神経腫瘍はこれらが陽性となる。GISTではKITは一般的に細胞質が染色され、細胞膜に沿ってより強く染色される。KIT抗体はマスト細胞腫の診断や、セミノーマと胎児性癌の鑑別にも利用される。

## 相互作用
KITは次に挙げる因子と相互作用することが示されている。
- APS（英語版）[21]
- BCR[22]
- CD63（英語版）[23]
- CD81（英語版）[23]
- CD9（英語版）[23]
- CRK（英語版）[24]
- CRKL（英語版）[25][26]
- DOK1（英語版）[27]
- FES（英語版）[28]
- GRB10（英語版）[29]
- GRB2[30][31][32]
- KITLG（英語版）[33][34]
- LNK（英語版）[35]
- LYN（英語版）[27][36]
- MATK（英語版）[37][38]
- MPDZ（英語版）[39]
- PIK3R1（英語版）[25][30][40]
- PTPN11[41][42]
- PTPN6（英語版）[42][43]
- STAT1[44]
- SOCS1（英語版）[30]
- SOCS6（英語版）[45]
- SRC[46]
- TEC（英語版）[47]

## 関連文献
- “Stem cell factor receptor/c-Kit: from basic science to clinical implications”. Physiological Reviews 92 (4):  1619–1649. (October 2012). doi:10.1152/physrev.00046.2011. PMID 23073628.
- “The stem cell factor receptor/c-Kit as a drug target in cancer”. Current Cancer Drug Targets 6 (1):  65–75. (February 2006). doi:10.2174/156800906775471725. PMID 16475976.
- “Signal transduction via the stem cell factor receptor/c-Kit”. Cellular and Molecular Life Sciences 61 (19–20):  2535–2548. (October 2004). doi:10.1007/s00018-004-4189-6. PMID 15526160.
- “Early signaling pathways activated by c-Kit in hematopoietic cells”. The International Journal of Biochemistry & Cell Biology 31 (10):  1053–1074. (October 1999). doi:10.1016/S1357-2725(99)00078-3. PMID 10582339.
- “CD117”. Journal of Biological Regulators and Homeostatic Agents 15 (1):  90–94. (2001). PMID 11388751.
- “Cytogenetic and molecular genetic abnormalities in systemic mastocytosis”. Acta Haematologica 107 (2):  123–128. (2002). doi:10.1159/000046642. PMID 11919394.
- “Signal transduction-associated and cell activation-linked antigens expressed in human mast cells”. International Journal of Hematology 75 (4):  357–362. (May 2002). doi:10.1007/BF02982124. PMID 12041664.
- “Updates on the cytogenetics and molecular genetics of bone and soft tissue tumors. gastrointestinal stromal tumors”. Cancer Genetics and Cytogenetics 135 (1):  1–22. (May 2002). doi:10.1016/S0165-4608(02)00546-0. PMID 12072198.
- “Kit as a human oncogenic tyrosine kinase”. Cellular and Molecular Life Sciences 61 (23):  2924–2931. (December 2004). doi:10.1007/s00018-004-4273-y. PMID 15583854.
- “The Kasumi-1 cell line: a t(8;21)-kit mutant model for acute myeloid leukemia”. Leukemia & Lymphoma 46 (2):  247–255. (February 2005). doi:10.1080/10428190400007565. PMID 15621809.
- “KIT (CD117): a review on expression in normal and neoplastic tissues, and mutations and their clinicopathologic correlation”. Applied Immunohistochemistry & Molecular Morphology 13 (3):  205–220. (September 2005). doi:10.1097/01.pai.0000173054.83414.22. PMID 16082245.
- “KIT and PDGFRA mutations in gastrointestinal stromal tumors (GISTs)”. Seminars in Diagnostic Pathology 23 (2):  91–102. (May 2006). doi:10.1053/j.semdp.2006.08.006. PMID 17193822.
- “Kit: molecule of interest for the diagnosis and treatment of mastocytosis and other neoplastic disorders”. Current Cancer Drug Targets 7 (5):  492–503. (August 2007). doi:10.2174/156800907781386614. PMID 17691909.
- “Organization and nucleotide sequence of the human KIT (mast/stem cell growth factor receptor) proto-oncogene”. Oncogene 7 (11):  2207–2217. (November 1992). PMID 1279499.
- “Deletion of the KIT and PDGFRA genes in a patient with piebaldism”. American Journal of Medical Genetics 44 (4):  492–495. (November 1992). doi:10.1002/ajmg.1320440422. PMID 1279971.
- “Dominant negative and loss of function mutations of the c-kit (mast/stem cell growth factor receptor) proto-oncogene in human piebaldism”. American Journal of Human Genetics 50 (2):  261–269. (February 1992). PMC 1682440. PMID 1370874.
- “p21ras activation via hemopoietin receptors and c-kit requires tyrosine kinase activity but not tyrosine phosphorylation of p21ras GTPase-activating protein”. Proceedings of the National Academy of Sciences of the United States of America 89 (5):  1587–1591. (March 1992). Bibcode: 1992PNAS...89.1587D. doi:10.1073/pnas.89.5.1587. PMC 48497. PMID 1371879.
- “Genomic organization of the human c-kit gene: evolution of the receptor tyrosine kinase subclass III”. Oncogene 7 (4):  685–691. (April 1992). PMID 1373482.
- “A recombinant ectodomain of the receptor for the stem cell factor (SCF) retains ligand-induced receptor dimerization and antagonizes SCF-stimulated cellular responses”. The Journal of Biological Chemistry 267 (15):  10866–10873. (May 1992). doi:10.1016/S0021-9258(19)50098-9. PMID 1375232.
- “Human piebald trait resulting from a dominant negative mutant allele of the c-kit membrane receptor gene”. The Journal of Clinical Investigation 89 (6):  1713–1717. (June 1992). doi:10.1172/JCI115772. PMC 295855. PMID 1376329.
- “Cloning and structural analysis of the human c-kit gene”. Oncogene 7 (7):  1259–1266. (July 1992). PMID 1377810.
- “Steel factor stimulates the tyrosine phosphorylation of the proto-oncogene product, p95vav, in human hemopoietic cells”. The Journal of Biological Chemistry 267 (25):  18021–18025. (September 1992). doi:10.1016/S0021-9258(19)37146-7. PMID 1381360.
- “Expression of the YB5.B8 antigen (c-kit proto-oncogene product) in normal human bone marrow”. Blood 78 (1):  30–37. (July 1991). doi:10.1182/blood.V78.1.30.30. PMID 1712644.